# 西村昭夫
西村 昭夫（にしむら あきお、1936年4月3日 - 1992年9月22日）は、日本のサクソフォーン（テナー・サックス）奏者。
高知県土佐清水市三崎平の段出身。4人きょうだい（男2・女2）の末っ子（次男）として生まれる。両親は音楽を愛好し、宴の席では母が三味線、父が歌をよく歌ったという。幼少期はアコーディオンを演奏していた。
早稲田大学に進学。在学中は相撲部に所属し、全国学生選手権で2位となった経験を持つ。1959年、東京でプロの音楽活動を開始。同年7月に発売された水原弘の「黒い花びら」（第1回日本レコード大賞受賞）にはテナー・サックスで伴奏に参加。当時は原信夫率いる「シャープスアンドフラッツ」に所属していた。
1970年代は  シャープスアンドフラッツのリードテナー
その後、高知に帰郷、1980年頃、松山で演奏活動、その後、神戸北野にて演奏活動
その後アメリカに移住し、1992年9月22日にニューヨークで死去。